# 救急救命士・牧田さおり
『救急救命士・牧田さおり』（きゅうきゅうきゅうめいし・まきたさおり）は、2002年から2015年までテレビ朝日系「土曜ワイド劇場」で放送されたテレビドラマシリーズ。全10回。主演は浅野温子。
制作プロダクションは、第6作まで東北新社で、第7作からはアズバーズ。

## 登場人物

### 横浜市みなと消防署
牧田さおり
演 - 浅野温子
救急救命士。救急隊の消防士長。救命士歴13年（第5作より）。神奈川県立横浜西高校 元テニス部員（第10作）。
元看護師で日野雅史はかつての同僚であり元夫でもある。不妊が原因で日野と別れて以来、独身（日野とは何だかんだでうまくやっており、不仲ではない）。
自宅のマンションで亀の「亀吉」を飼っており、よく立ち寄る店の土曜日のサービスランチである「ホッケ定食」は欠かさず食べる。
かつて怪我をした逃走犯を倒れる建材から助けた際に左膝を負傷して以来、時々痛み、救命活動に支障をきたす描写があったが、第4作で手術を受ける決意をし、第6作以降は膝が痛む様子は見られなくなった。
「亀吉」は第10作で再登場する。
小嶋義和
演 - 眞島秀和（第9作 - ）
救命士。4年前に妻の奈々子が死亡し、娘の里奈と二人暮らし。
川島憲二
演 - 中林大樹（第7作 - ）
機関員。
長谷川洋司
演 - 石丸謙二郎
救急救命士。救急隊の隊長を務める。

### 元みなと消防署のメンバー
永井淳子
演 - 根岸季衣（第1作・第2作・第4作）
予防課の職員。牧田の親友。既婚。
内藤伸介
演 - 飯沼誠司（第1作 - 第6作）
機関員。
西山ゆり
演 - 赤井沙希（第7作 - 第9作）
救命士。

### みなと総合病院
日野雅史
演 - 宇崎竜童（第1作 - 第5作・第8作）
救命救急センターの医師・主任。牧田さおりの元夫で看護師時代の同僚でもあり、牧田を一番理解している人物。
第5作ではオープニングとエンディングのみ登場し、エンディングでジンバブエに留学。第8作では15年前の回想シーンでの出演。
間宮賢太郎
演 - 風間トオル（第5作・第6作）
救命救急センターの医師で監察医も兼ねている。自称「ERのように熱く燃える天才ドクター」。牧田の事は日野から聞いて知っている。

### 警察関係者
高沢夏樹
演 - 遠藤憲一（第2作・第4作）
神奈川県みなと中央警察署の刑事。単独捜査をたびたび行い、捜査課では浮いている。真実の追究のために上司の命令を無視して牧田に協力することがある。
伊東肇
演 - 中村俊介（第6作 - ）
経歴：神奈川県警察
→ 横浜市危機管理室 危機管理官（第6作・第7作）
→ 神奈川県警察 対外交渉広報管理官（第8作 - ）
神奈川県警から出向してきた、横浜市危機管理室のエリート役。第8作からは神奈川県警に戻り対外交渉担当の管理官となる。
佐久間弘樹
演 - 羽場裕一（第5作 - ）
横浜みなと警察署の刑事。当初は牧田を疑うも、周辺を捜査していくうちに、牧田を理解していく。
松井隆
演 - 八代真吾（第9作 - ）
横浜みなと警察署の刑事。

### ゲスト
第1作「緊急出動！豪雨の中の多重大激突事故 16歳未婚の母が渡した母子手帳の秘密…」（2002年）
- 池上和人（元塗装工） - 塚本高史
- 園田明夫（夏美の幼馴染・医大生） - 松尾敏伸
- 根本邦雄（みなと警察署 刑事） - 冷泉公裕
- 佐倉幸弘（夏美の父・興北銀行 行員） - 山田辰夫
- 富岡善次（老人） - 灰地順
- 佐倉夏美（妊婦） - 三船美佳
- 看護婦 - 立石由衣

第2作「緊急出動!! 救急車ジャック発生！死体にカギ型の傷」（2003年）
- 花村道夫（造園 植木設計施工「花村園」代表） - 宮下直紀
- 花村良江（花村の妻） - 若林志穂
- 田宮信一（救急車ジャックした殺人容疑者・失業者） - 田中要次
- 田宮和枝（田宮の妻・17年前に田宮と駆け落ち） - 白石マル美
- 田宮啓一（田宮と和枝の息子） - 上條誠
- 真田雅彦（神奈川県みなと中央警察署 刑事・曾根崎の部下） - 宮内敦士
- 曾根崎（神奈川県みなと中央警察署 主任） - 並樹史朗
- 佐久間（横浜市みなと消防署 副所長） - 児玉頼信
- 蔵原八重（和枝の母・認知症） - 中原ひとみ
- 河井由香（みなと総合病院 看護師） - 福澄美緒
- レポーター - 河野景子、松澤仁晶、秋山恭子

第3作「空中美女殺人 女美容外科医の秘密！」（2004年）
- 佐伯望美（エスポワール美容外科 院長・日野雅史の元恋人） - 涼風真世
- 結城和江（鳴門中央警察署 刑事） - 井上晴美
- 清元明広（エスポワール美容外科 支配人） - 五代高之
- 飯塚節子（麻紀の母） - 鰐淵晴子
- 飯塚麻紀（去年 エスポワール美容外科で豊胸手術を受けた女性） - 菊池万里江
- 池田英里子（エスポワール美容外科 元エステティシャン） - 坂井正子
- 宮崎正希（鳴門市消防署 救急救命士） - 松尾諭
- 伊藤隆志 - 萩野英雄
- 安原孝二（弁護士） - 寺田農

第4作「緊急出動！毒劇物災害の現場になぜ刺殺体？意識不明の患者と少年に謎の接点」（2005年）
- 菅原美佐子（風俗嬢） - 細川ふみえ
- 北村光男（犯人一味） - そのまんま東
- 佐伯省吾（大村物産 従業員） - 池田政典
- 笠松優二（北村の仲間） - 田中隆三
- 富永勝男（元風俗店のボーイ） - 棚橋ナッツ
- 須田信二（神奈川県みなと中央警察署 刑事） - 伊吹康太郎
- 橋本晋（養護施設「浜風児童園」職員） - 古郡雅浩
- 女性救命士 - 林伸子
- 楠木洋介（大村物産 社長） - 森富士夫
- 菅原聡（美佐子の息子） - 松田昂大（子役）
- 井上（横浜市みなと消防署 署長） - 伊吹吾郎

第5作「死者からの119番!!」（2007年）
- 高谷史恵（横浜市みなと消防署 救急救命士・元看護師） - 遠藤久美子
- 井原耕作（介護士） - 橋爪淳
- 井原江理子（井原の妻・8年間意識不明） - 斉藤とも子
- 大倉信二（和哉の暴走族時代の仲間） - 七枝実
- 滝本和哉（史恵の恋人・元暴走族） - 西興一朗
- 山田（潮風総合病院 医師） - 宮川一朗太
- 平田（中年女） - 大和なでしこ
- 曽根崎（マンション管理人） - 江藤漢斉
- 村瀬幸弘（和哉の暴走族時代の仲間） - 渡辺卓
- 石川ゆかり（ILN 社員） - 中村真知子
- 滝本（和哉の母） - 栗山寿恵子
- 畑井（消防119番対応担当者） - 宮路佳伴
- 滝本（和哉の父・ILN 社長） - 中西良太

第6作「高級ケアハウスの女帝オーナー襲撃！毒ガスが人を刺した!? 真犯人は赤く変身する！」（2009年）
- 山本史恵（横浜市みなと消防署 救命士） - 小川奈那
- 杉村（横浜みなと警察署 刑事） -  石母田史朗
- 井川亮平（ケアマネージャー） - 山本修
- 本田恵理（松岡の元妻） - 緒方美穂
- 本田芽衣（松岡と恵理の娘） - 飯塚奏音
- 工藤真由美（日名子の娘・聖凰会系の病院理事長） - 三輪ひとみ
- 藤代功（横浜市危機管理室 室長） - 野口雅弘
- 長谷川富子（長谷川洋司の母） - 樋田慶子
- 門倉達郎（事務長） - 並木史朗
- 工藤満男（真由美の夫で婿養子・聖凰会系の病院院長） - 桜井聖
- ケアハウス従業員 - 佐藤邦洋
- 松岡徹（悦子の息子） - 林泰文
- 松岡悦子（認知症） - 草村礼子
- 西崎日名子（社会福祉法人「聖凰会」会長） - 黒田福美

第7作「時効直前！爆破テロが暴いた指名手配の女の正体！殺人犯の指紋が嘘をついたワケ…」（2010年）
- 若林（横浜みなと警察署 刑事） - 趙珉和
- 川辺三郎（高岡美容外科 元事務長） - 越村公一
- 磯村一雄（元小学校校長・15年前刺殺） - 春海四方
- 日高（神奈川県警テロ対策課 管理官） - 飯田基祐
- 高岡光男（高岡美容外科 元院長） - 米山善吉
- 吉野邦子（社会福祉法人「愛誠学園」職員） - 日向明子
- 神奈川県警テロ対策課 - 江畑浩規
- 松田明彦（大学3年生） - 田中康寛
- 増田美紀（奈々の母） - 津乃村真子
- 青山（巡査） - 剣持直明
- 高岡美容外科の関係者 - 平川和宏
- 相沢真理子（由紀子の母） - 佐伯花恵
- 菅原翔太（美紀の内縁の夫） - 西ノ園達大
- アナウンサー - 松下哲
- 医師 - 中嶌聡
- 増田奈々（5歳） - 本田望結
- 千葉信介（奈緒美の夫・衆議院議員） - 冨家規政
- 市村諒子（千葉の秘書） - 渡辺梓
- 相沢由紀子（指名手配犯・元ホステス） - 中島ひろ子（幼少期：小泉颯野 / 16歳：水崎綾女）
- 千葉奈緒美（デザイナー・旧姓「野中」） - 横山めぐみ（中学生〜18歳：長谷川愛美）

第8作「緊急出動！狙われたバレリーナ…暴かれた舞台裏の愛憎、嫉妬、野望…女の闘い」（2011年）
- 道端今日子（美咲の母） - 中原果南
- 橋本由紀夫（橋本由紀夫建築設計事務所 社長・今日子の亡夫の友人） - 志村東吾
- 小松瞳（横浜みなと警察署 刑事） - 森カンナ
- 三ツ矢加奈子（本牧バレエ団 バレリーナ） - 華城季帆
- 道端美咲（小学生） - 近藤里沙
- 富山（横浜みなと警察署 鑑識員） - 菊池健一郎
- 早苗（本牧バレエ団 バレリーナ） - 澪乃せいら
- 遠山（みなと総合病院 医師） - 山崎潤
- 畑山（借金取り） - 古井榮一
- 磯貝明子（本牧バレエ団 代表） - 夏樹陽子
- 北原（弁護士） - 国枝量平
- 定岡（タケル運送 ドライバー） - 井川哲也
- 杉山（美咲の担任） - 前田一世
- 美佐江（コンビニ店員） - 赤澤輝美
- 佐々木文明（フリーライター） - 金山一彦
- 片岡梓（本牧バレエ団 バレリーナ） - 純名里沙

第9作「刑務所に緊急出動！死亡率50%の脱走犯の狙いとは？」（2013年）
- 木下哲夫（服役囚） - 酒井敏也
- 野々村秀樹（パティシエ） - 斉藤陽一郎
- 北原直美（グルメ評論家） - 鳥居かほり
- 宮澤（看護師） - 水木薫
- 小嶋里奈（小嶋義和と奈々子の娘） - 山田萌々香（6歳：山田菜々香）
- 東神奈川刑務所 刑務官 - 山上賢治
- パティシエ - 小嶋尚樹
- 警備員 - 針原滋
- カップル - 前田龍輝、逢澤みちる
- 少女 - 池田桜子
- 権藤健一（闇金社員） - 森里一大
- 刑務医 - 酒井康行
- 救急隊隊長 - 小川智弘
- 畠中広幸（元パティシエ・4年前死亡） - 赤木伸輔
- 小嶋奈々子（小嶋義和の妻・4年前死亡） - 松下恵
- 冴木眞一郎（スイーツ界の大御所） - 寺泉憲
- 飯島あかね（パティシエール・牧田さおりの友人） - 安達祐実

第10作「同窓会に緊急出動!! 恩師が謎の投身自殺…サクラ草が舞散る殺人現場の秘密」（2015年）
- 竹下すみれ（上原と美里の娘・花屋のアルバイト） - 鉢嶺杏奈
- 柴田優也（居酒屋のアルバイト） - 川野直輝
- 竹下美里（上原の元妻） - 舟木幸
- 鈴木ゆか（神奈川県立横浜西高校 元テニス部員） - 須永千重
- 三村康（三村の息子・建築デザイン会社「G&G」元社員・1年前死亡） - 井俣太良
- 金子（神奈川県立横浜西高校 元テニス部員） - 岐部公好
- 神奈川県立横浜西高校 元テニス部員 - 尾花かんじ
- 「G&G」社員 - 吉川裕朋
- 山田スズエ（求介護者） - 二宮弘子
- 三村幸男（神奈川県立横浜西高校 元教師・牧田さおりの恩師） - 山本圭
- 警察官 - 城戸光晴
- 大場（刑事） - 原野聖
- 救命士 - 小川智弘
- 藤川慎一（「G&G」社長） - 三上市朗
- 永崎未沙（神奈川県立横浜西高校 元テニス部員） - 白石まるみ
- 小野寺静（レストランオーナー） - 岡まゆみ
- 上原浩介（神奈川県立横浜西高校 元テニス部員・ガーデニングデザイナー） - 榎木孝明

## スタッフ
- 脚本 - 寺田敏雄（第1作 - 第6作）、安井国穂（第7作・第8作）、田中孝治（第9作 - ）
- 監督 - 岡本弘（第1作 - 第7作・第10作）、岡田寧（第8作）、池添博（第9作）
- 車輌協力 - オーテックジャパン（第1作 - 第7作）、日産自動車LCV事業本部（第8作・第9作）
- 技術協力 - ビデオフォーカス
- 台本協力 - 横浜市救急救命士会
- 監修 - 横浜市消防局
- 現プロデューサー - 三輪祐見子（テレビ朝日 / 第1作 - 第5作・第7作 - ）、杉山登（テレビ朝日 / 第10作）、松野千鶴子（アズバーズ / 第7作 - ）、菊池誠（アズバーズ / 第7作・第10作）
- 旧プロデューサー - 松本健（テレビ朝日 / 第1作 - 第5作）、関拓也（テレビ朝日 / 第6作）、岡田寧（東北新社・東北新社クリエイツ[注 3] / 第1作 - 第8作）、辻井孝夫（東北新社・東北新社クリエイツ / 第1作）、及川博則（アズバーズ / 第8作・第9作）
- 制作 - テレビ朝日、東北新社（第1作 - 第6作）、アズバーズ（第7作 - ）

## 放送日程
| 話数 | 放送日         | サブタイトル                                                                  | 脚本     | 監督   | 視聴率 |
| ---- | -------------- | ----------------------------------------------------------------------------- | -------- | ------ | ------ |
| 1    | 2002年01月26日 | 緊急出動！豪雨の中の多重大激突事故 16歳未婚の母が渡した母子手帳の秘密…        | 寺田敏雄 | 岡本弘 | 16.3%  |
| 2    | 2003年05月31日 | 緊急出動!! 救急車ジャック発生！死体にカギ型の傷                               | 寺田敏雄 | 岡本弘 | 17.7%  |
| 3    | 2004年08月28日 | 空中美女殺人 女美容外科医の秘密！                                             | 寺田敏雄 | 岡本弘 | 16.0%  |
| 4    | 2005年11月12日 | 緊急出動！毒劇物災害の現場になぜ刺殺体？意識不明の患者と少年に謎の接点        | 寺田敏雄 | 岡本弘 |        |
| 5    | 2007年02月03日 | 死者からの119番!!                                                             | 寺田敏雄 | 岡本弘 | 13.0%  |
| 6    | 2009年06月13日 | 高級ケアハウスの女帝オーナー襲撃！毒ガスが人を刺した!? 真犯人は赤く変身する！ | 寺田敏雄 | 岡本弘 | 14.8%  |
| 7    | 2010年05月01日 | 時効直前！爆破テロが暴いた指名手配の女の正体！殺人犯の指紋が嘘をついたワケ…   | 安井国穂 | 岡本弘 | 12.4%  |
| 8    | 2011年08月27日 | 緊急出動！狙われたバレリーナ…暴かれた舞台裏の愛憎、嫉妬、野望…女の闘い        | 安井国穂 | 岡田寧 | 13.8%  |
| 9    | 2013年02月23日 | 刑務所に緊急出動！死亡率50%の脱走犯の狙いとは？                               | 田中孝治 | 池添博 | 11.4%  |
| 10   | 2015年05月09日 | 同窓会に緊急出動!! 恩師が謎の投身自殺…サクラ草が舞散る殺人現場の秘密          | 田中孝治 | 岡本弘 |        |

- 視聴率はビデオリサーチ調べ、関東地区・世帯

## 補足
- 全作、横浜市消防局[注 4]および横浜市救急救命士会が撮影協力しているが、第5作では横浜消防サイドの要望により、救急車不正需要の問題が台本に入っている。
- 2006年、横浜市安全管理局（当時）の広報用ポスターのモデルになった。
- 第7作では過去の殺人事件の公訴時効がネタに入っていたが、2010年4月27日に刑事訴訟法改正により殺人事件の時効が廃止されたことから、本放送の2010年5月1日ではその旨のテロップがエンディングに入っていた。

## 遅れネット
- 山陰中央テレビジョン放送は、第6作を2011年7月17日の13:00 - 14:55の「TSKワイド劇場」枠で初放送している。